# 42-й отдельный моторизованный понтонно-мостовой батальон
Не следует путать с 42-м отдельным понтонно-мостовым батальоном 42-й танковой дивизии
42-й отдельный моторизованный понтонно-мостовой Нарвский Краснознамённый орденов Суворова и Александра Невского батальон — воинская часть Вооружённых сил СССР во время Великой Отечественной войны.

## История
Сформирован в июне 1941 года с началом войны в посёлке Понтонный, тогда в 25 километрах от Ленинграда, на базе 6-го отдельного понтонного Краснознамённого полка, историю которого в свою очередь можно проследить до понтонной роты, созданной в 1712 году Петром I.
В составе действующей армии с 24 июня 1941 года по 4 декабря 1944 года и с 21 декабря 1944 по 9 мая 1945 года
С начала июля 1941 года батальон сосредоточился в предполье между реками Плюсса и Луга для минирования танкоопасных направлений, вместе со 177-й стрелковой дивизией занял оборону по реке Плюсса. C 14 июля 1941 года переброшен к плацдарму, захваченному немецкими войсками у Луги в районе Ивановской, для минирования и установки малозаметных проволочных препятствий перед плацдармом.
В начале сентября 1941 года батальон сосредоточился на правом берегу Невы близ Невской Дубровки. Во время захвата Невского пятачка в сентябре 1941 года  обеспечивает форсирование реки.
В январе 1942 года батальон был выведен в резерв к Ново-Саратовской колонии, где находится до сентября 1942 года.
В сентябре 1942 года вновь обеспечивает форсирование Невы во время второго захвата Невского пятачка. В январе 1943 года, в ходе операции «Искра» обеспечивает переправу войск 67-й армии на участке между Марьино и Шлиссельбургом  К вечеру 15 января 1943 года батальон перебросил на правый берег 93 танка.
На 15 июля 1944 года придан 2-й ударной армии для обеспечения форсирования ею реки Нарвы в ходе Нарвской операции. В ходе операции наводит понтонные переправы, обеспечивает разминирование, с захватом плацдарма и его расширением, строит наплавной мост через реку, затем обеспечивает форсирование рек наступающими войсками Ленинградского фронта в ходе Таллинской наступательной операции.
До декабря 1944 года находится в Эстонии, в начале декабря 1944 года начал переброску в Польшу, где обеспечивает с января 1945 года наступление войск 70-й армии с Сероцкого плацдарма в общем направлении на Торунь в ходе Восточно-Прусской наступательной операции, с февраля 1945 года в ходе Восточно-Померанской наступательной операции на Хойнице - Данциг В апреле 1945 года переброшен на Одер южнее города Штеттин, наводит переправы через Одер и обеспечивает наступление войск армии в северной Германии в ходе Берлинской наступательной операции

## Подчинение
| Подчинение по месяцам | Подчинение по месяцам | Подчинение по месяцам                   | Подчинение по месяцам | Подчинение по месяцам |
| Дата                  | Фронт (округ)         | Армия                                   | Корпус (группа)       | Примечания            |
| --------------------- | --------------------- | --------------------------------------- | --------------------- | --------------------- |
| 22 июня 1941 года     | -                     | -                                       | -                     | нет данных            |
| 01 июля 1941 года     | -                     | -                                       | -                     | нет данных            |
| 10 июля 1941 года     | -                     | -                                       | -                     | нет данных            |
| 1 августа 1941 года   | -                     | -                                       | -                     | нет данных            |
| 1 сентября 1941 года  | Ленинградский фронт   | 42-я армия                              | -                     | -                     |
| 1 октября 1941 года   | Ленинградский фронт   | 42-я армия                              | -                     | -                     |
| 1 ноября 1941 года    | Ленинградский фронт   | -                                       | -                     | точных данных нет     |
| 1 декабря 1941 года   | -                     | -                                       | -                     | точных данных нет     |
| 1 января 1942 года    | Ленинградский фронт   | -                                       | -                     | —                     |
| 1 февраля 1942 года   | Ленинградский фронт   | -                                       | -                     | —                     |
| 1 марта 1942 года     | Ленинградский фронт   | -                                       | -                     | —                     |
| 1 апреля 1942 года    | Ленинградский фронт   | -                                       | -                     | —                     |
| 1 мая 1942 года       | Ленинградский фронт   | Группа войск Ленинградского направления | -                     | в подчинении группы   |
| 1 июня 1942 года      | Ленинградский фронт   | Ленинградская группа войск              | -                     | в подчинении группы   |
| 1 июля 1942 года      | Ленинградский фронт   | -                                       | -                     | —                     |
| 1 августа 1942 года   | Ленинградский фронт   | -                                       | -                     | —                     |
| 1 сентября 1942 года  | Ленинградский фронт   | -                                       | -                     | —                     |
| 1 октября 1942 года   | Ленинградский фронт   | -                                       | -                     | —                     |
| 1 ноября 1942 года    | Ленинградский фронт   | -                                       | -                     | —                     |
| 1 декабря 1942 года   | Ленинградский фронт   | -                                       | -                     | —                     |
| 1 января 1943 года    | Ленинградский фронт   | -                                       | -                     | —                     |
| 1 февраля 1943 года   | Ленинградский фронт   | -                                       | -                     | —                     |
| 1 марта 1943 года     | Ленинградский фронт   | -                                       | -                     | —                     |
| 1 апреля 1943 года    | Ленинградский фронт   | -                                       | -                     | —                     |
| 1 мая 1943 года       | Ленинградский фронт   | -                                       | -                     | —                     |
| 1 июня 1943 года      | Ленинградский фронт   | -                                       | -                     | —                     |
| 1 июля 1943 года      | Ленинградский фронт   | -                                       | -                     | —                     |
| 1 августа 1943 года   | Ленинградский фронт   | -                                       | -                     | —                     |
| 1 сентября 1943 года  | Ленинградский фронт   | -                                       | -                     | —                     |
| 1 октября 1943 года   | Ленинградский фронт   | -                                       | -                     | —                     |
| 1 ноября 1943 года    | Ленинградский фронт   | -                                       | -                     | —                     |
| 1 декабря 1943 года   | Ленинградский фронт   | -                                       | -                     | —                     |
| 1 января 1944 года    | Ленинградский фронт   | -                                       | -                     | —                     |
| 1 февраля 1944 года   | Ленинградский фронт   | -                                       | -                     | —                     |
| 1 марта 1944 года     | Ленинградский фронт   | 59-я армия                              | -                     | —                     |
| 1 апреля 1944 года    | Ленинградский фронт   | -                                       | -                     | —                     |
| 1 мая 1944 года       | Ленинградский фронт   | -                                       | -                     | —                     |
| 1 июня 1944 года      | Ленинградский фронт   | -                                       | -                     | —                     |
| 1 июля 1944 года      | Ленинградский фронт   | -                                       | -                     | —                     |
| 1 августа 1944 года   | Ленинградский фронт   | -                                       | -                     | —                     |
| 1 сентября 1944 года  | Ленинградский фронт   | -                                       | -                     | —                     |
| 1 октября 1944 года   | Ленинградский фронт   | -                                       | -                     | —                     |
| 1 ноября 1944 года    | Ленинградский фронт   | -                                       | -                     | —                     |
| 1 декабря 1944 года   | Ленинградский фронт   | -                                       | -                     | —                     |
| 1 декабря 1944 года   | Ленинградский фронт   | -                                       | -                     | —                     |
| 1 января 1945 года    | 2-й Белорусский фронт | 70-я армия                              | -                     | —                     |
| 1 февраля 1945 года   | 2-й Белорусский фронт | 70-я армия                              | -                     | —                     |
| 1 марта 1945 года     | 2-й Белорусский фронт | -                                       | -                     | —                     |
| 1 апреля 1945 года    | 2-й Белорусский фронт | -                                       | -                     | —                     |
| 1 мая 1945 года       | 2-й Белорусский фронт | 70-я армия                              | -                     | —                     |

## Командиры
- старший лейтенант С. И. Фоменко
- майор Г.М. Прохоров
- гвардии майор Воронов Виктор Васильевич

## Награды и наименования
| Награда                    | Дата | За что получена |
| -------------------------- | ---- | --------------- |
| «Нарвский»                 |      |                 |
| Орден Красного Знамени     |      |                 |
| Орден Суворова III степени |      |                 |
| Орден Александра Невского  |      |                 |